# Gijsbert Nieuwland
Gijsbert Nieuwland (Gouda, 5 mei 1912 – Hilversum, 22 januari 1975) was een Nederlands dirigent, pianist en organist.

## Levensloop
Hij was zoon van fabrieksarbeider Gijsbertus Nieuwland en Johanna Rupke. Hijzelf was getrouwd met Sijberdina (Diet) Bron.
Nieuwland kreeg zijn eerste muzieklessen in zijn geboortestad. Later studeerde hij aan het Rotterdams Conservatorium muziektheorie, piano en orgel bij onder andere Jan Hermanus Besselaar. Aansluitend studeerde hij bij Eduard Flipse instrumentatie en orkestdirectie. Andere leraren waren Adriaan Engels (orgel en muziektheorie), Theo van der Pas (piano).
In 1945 werd hij benoemd tot de eerste directeur van de Marinierskapel der Koninklijke Marine in Rotterdam. Hij wist in de periode 1945 tot 1957 het orkest tot een eenheid te smeden en grotere bekendheid en populariteit te geven in binnen- en buitenland. Nieuwland werd in 1957 hoofd van de afdeling lichte muziek bij de AVRO. Bij de Marinierskapel werd hij opgevolgd door Henk van Lijnschooten. Hij is in 1957 benoemd tot ridder in de Orde van Oranje-Nassau met zwaarden.
Van 1955 tot 1961 gaf Nieuwland les aan het Brabants Conservatorium voor het praktijkdiploma voor harmonie- en fanfaredirigenten. In die hoedanigheid was hij ook menig keer jurylid bij concoursen.
In 1962 volgde hij Hugo de Groot op als dirigent van het Promenade Orkest van de Nederlandse Omroep Stichting. Hij verzorgde onder andere de muziek voor de populaire tv-series Floris en Herkent U deze melodie.
Nieuwland overleed in 1975 op 62-jarige leeftijd in een ziekenhuis in Hilversum. Hij werd gecremeerd op Daelwijck.
- Bibliothèque nationale de France: cb13834978z (data)
- International Standard Name Identifier: 0000 0004 5407 7935
- Virtual International Authority File: 12145542342796640775